# Mindenki tanköteles
A Mindenki tanköteles (My všichni školou povinní) tizenhárom részes csehszlovák tévésorozat 1984-ből, Ludvík Ráža rendezésében. Általános iskolai környezetben játszódó, diák- és pedagógussorsot követő ifjúsági sorozat.

### Szereplők

#### Iskolai dolgozók
| Szereplő                | Színész           | Foglalkozás                | Magyar szinkron |
| ----------------------- | ----------------- | -------------------------- | --------------- |
| Michal Karfík (Karfiol) | Miroslav Vladyka  | tanár                      | Rátóti Zoltán   |
| Jana Vychodilová        | Veronika Žilková  | úttörővezető               | Simorjay Emese  |
| František Lamač         | Jiří Sovák        | tanár                      | Tyll Attila     |
| Marcela Božetěchová     | Libuše Havelková  | tanárnő                    | Feleki Sári     |
| Libuše Martínková       | Věra Galatíková   | iskolaigazgató             | Dallos Szilvia  |
| Kopecká                 | Jiřina Švorcová   | tanárnő, igazgatóhelyettes | Czigány Judit   |
| Alžbeta Gajdošová       | Zdena Hadrbolcová | tanárnő, tanácsadó         | Andresz Kati    |
| Hedvika Hajská          | Gabriela Vránová  | tanárnő                    | Kovács Zsuzsa   |
| Andrea Hladíková        | Julie Jurištová   | tanárnő                    | Jani Ildikó     |
| Anderlík                | Vladimír Menšík   | iskolagondnok              | Gruber Hugó     |
| Eliška Zmatlíková       | Dana Medřická     | nyugdíjas tanárnő          | Náray Teri      |
| Ivana Brožková          | Daniela Kolářová  | tanárnő                    | Kovács Nóra     |
| Radka Pastýřová         | Vlasta Žehrová    | tanárnő                    | Egri Márta      |
| Úžasná                  | Renáta Doleželová | tanárnő                    |                 |
| Névtelen tanárnő        | Simona Stašová    | tanár                      |                 |

#### Diákok
| Szereplő                  | Színész             | Magyar szinkron    |
| ------------------------- | ------------------- | ------------------ |
| Luboš Oliva               | Zbyněk Honzík       | Szokol Péter       |
| Jirka Oliva               | Milan Šimáček       | Alapi Gergő        |
| Jitka Povejšová           | Jana Janatová       | Váraljai Alexandra |
| Barbora (Barcsa) Hrdinová | Michaela Kudláčková | Somlai Edina       |
| Jindřich Jokl             | Martin Krb          | Szendrei Ferenc    |
| Jolanka Joklová           | Lucie Sedivá        | Pacziga Mónika     |
| Alena Hajská              | Monika Kvasničková  | Sándor Erzsi       |
| Tonda Anderlík            | Michael Hofbauer    | Bartucz Attila     |
| Lenka Pastýřová           | Linda Dřevikovská   | Mohácsi Nóra       |

#### Szülők
| Szereplő        | Színész                | Foglalkozás      | Magyar szinkron    |
| --------------- | ---------------------- | ---------------- | ------------------ |
| Jiří Oliva      | Jiří Bartoška          | bíró             | Juhász Jácint      |
| Helena Olivová  | Jana Šulcová           | szociális munkás | Menszátor Magdolna |
| Filip Povejš    | Jaromír Hanzlík        | énekes           | Varga T. József    |
| Alice Povejšová | Jana Preissová         | színésznő        | Andai Györgyi      |
| Karel Hrdina    | Karel Augusta          | villanyszerelő   | Szombathy Gyula    |
| Emilie Hrdinová | Jaroslava Obermaierová | szakácsnő        | Földessy Margit    |
| Marie Joklová   | Jiřina Bohdalová       | ?                | Pásztor Erzsi      |
| Richard Jokl    | Vladimír Brabec        | ?                | Dobránszky Zoltán  |
| Kocábová        | Miriam Kantorková      | ?                |                    |

#### További szereplők
| Szereplő       | Színész            | Foglalkozás                        | Magyar szinkron |
| -------------- | ------------------ | ---------------------------------- | --------------- |
| Miloš Haub     | Jiří Štěpnička     | Marie Joklová élettársa            | Sörös Sándor    |
| Terezka        | Jana Brejchová     | jelmeztervező, Filip Povejš nővére | Balogh Emese    |
|                | Jan Kanyza         | Tereza férje                       |                 |
| Ajka Šimková   | Markéta Fišerová   | kollégiumi portás                  | Málnai Zsuzsa   |
| Aleš Král      | Alexej Pyško       |                                    |                 |
| Iva Lamačová   | Blanka Bohdanová   | Lamač felesége                     | Mednyánszky Ági |
| Hajský         | Petr Kostka        | Hedvika Hajská férje               | Ujréti László   |
| Olga Brechtová | Eva Hudečková      | bírónő                             | Balogh Erika    |
| Dana Mrázová   | Jana Janěková      |                                    |                 |
| tanfelügyelő   | Alena Karešová     |                                    |                 |
| Ježovský       | Josef Větrovec     |                                    |                 |
| Zdena          | Gabriela Osvaldová | bírósági titkárnő                  |                 |
| Slezáček       | Jaroslav Moučka    |                                    |                 |
| házinéni       | Stella Zázvorková  |                                    |                 |
| Karfíková      | Blažena Holišová   | Michal Karfík édesanyja            | Győri Ilona     |
| Karfík         | Jiří Bruder        | Michal Karfík édesapja             | Füzessy Ottó    |
| Vychodilová    | Míla Myslíková     | Jana Vychodilová édesanyja         |                 |
|                | Josef Vinklář      | pszichiáter                        | Koroknay Géza   |
| Dr. Mašková    | Valentina Thielová | doktornő                           |                 |
|                | Regina Rázlová     | iskolai gyermekpszichológus        |                 |
|                | Jiří Vala          | jogász                             |                 |
|                | Viktor Preiss      | a sorozat narrátora                | Fülöp Zsigmond  |
| Honza Karfík   | Jiří Schwarz       | Michal Karfík fivére               | Józsa Imre      |

## Epizódok
| Epizód | Magyar cím                | Eredeti cím         |
| ------ | ------------------------- | ------------------- |
| 1.     | Az első csengetés         | První zvonění       |
| 2.     | A beilleszkedés           | Rovnýma nohama      |
| 3.     | A robbanás                | Výbuch              |
| 4.     | Az albérlet               | Podnájem            |
| 5.     | A nézeteltérés            | Spor                |
| 6.     | A szakítás                | Rozchod             |
| 7.     | Az osztályfőnök           | Třídní učitel       |
| 8.     | Az ítélet                 | Rozsudek            |
| 9.     | Karácsonyi ajándék        | Dárek k Vánocům     |
| 10.    | A szeretet és béke ünnepe | Svátky klidu a míru |
| 11.    | A bűnösök                 | Viníci              |
| 12.    | A kibékülés               | Návrat              |
| 13.    | A kicsengetés             | Zvonění na časy     |

## Érdekességek
A sorozat forgatása körülbelül két és fél évig tartott.
A forgatás felénél elhunyt Dana Medřická (Eliška Zmatlíková - nyugdíjas tanárnő) színésznő, ezért Markéta Zinnerovának, a sorozat szerzőjének át kellett írnia a forgatókönyvet.
A szerző, Markéta Zinnerová azt akarta, hogy Marie Poledňáková rendezze a sorozatot, akinek jó érzéke volt gyerekszínészekkel dolgozni, de ő a csehszlovák televízióval való pénzügyi nézeteltérések miatt nem vállalta.
Az első osztályos Jirka Olivát eredetileg Pino Forisnak, Monika Kvasničková jelenlegi férjének kellett volna alakítania, aki a nyolcadikos Alena Hajskát alakítja a sorozatban.
Jirka bátyját, Luboš Olivát, akitől a lányok ellopták a pénzt, eredetileg Tomáš Holý alakította volna, ő viszont pont ebben az időben határozta el, hogy felhagy a színészkedéssel, és ezért elutasította a felkérést.
A sorozatbeli iskola a prágai Petřiny lakótelep mellett található. A külső jelenetek nagy részét Liberecben forgatták.

## Fordítás
Ez a szócikk részben vagy egészben  a   My všichni školou povinní című cseh Wikipédia-szócikk fordításán alapul.  Az eredeti cikk szerkesztőit annak laptörténete sorolja fel. Ez a jelzés csupán a megfogalmazás eredetét és a szerzői jogokat jelzi, nem szolgál a cikkben szereplő információk forrásmegjelöléseként.